# ويلفريد كلارك
السير ويلفريد إدوارد لو جروس كلارك (بالإنجليزية: Wilfrid Le Gros Clark)‏ (5 يونيو 1895 - 28 يونيو 1971) جراح تشريح بريطاني، وعالم في الإنسان البدائي وعالم رئيسيات ، تعد أفضل مساهمته في دراسة تطور الإنسان. كان رئيسًا للجمعية التشريحية في الفترة من 1951 إلى 1953.

## روابط خارجية
- ويلفريد كلارك على موقع الموسوعة البريطانية (الإنجليزية)